# Sten Nylanders vandringspris
Sten Nylanders vandringspris är en scouttävling som ordnas av Finlands Svenska Scouter r.f. Tävlingen har fått sitt namn efter Sten Nylander, som var medlem i Helsingfors Scoutkår Spanarna och en förebild för den finlandssvenska scoutrörelsen i början av 1900-talet. 

## Sten Nylander

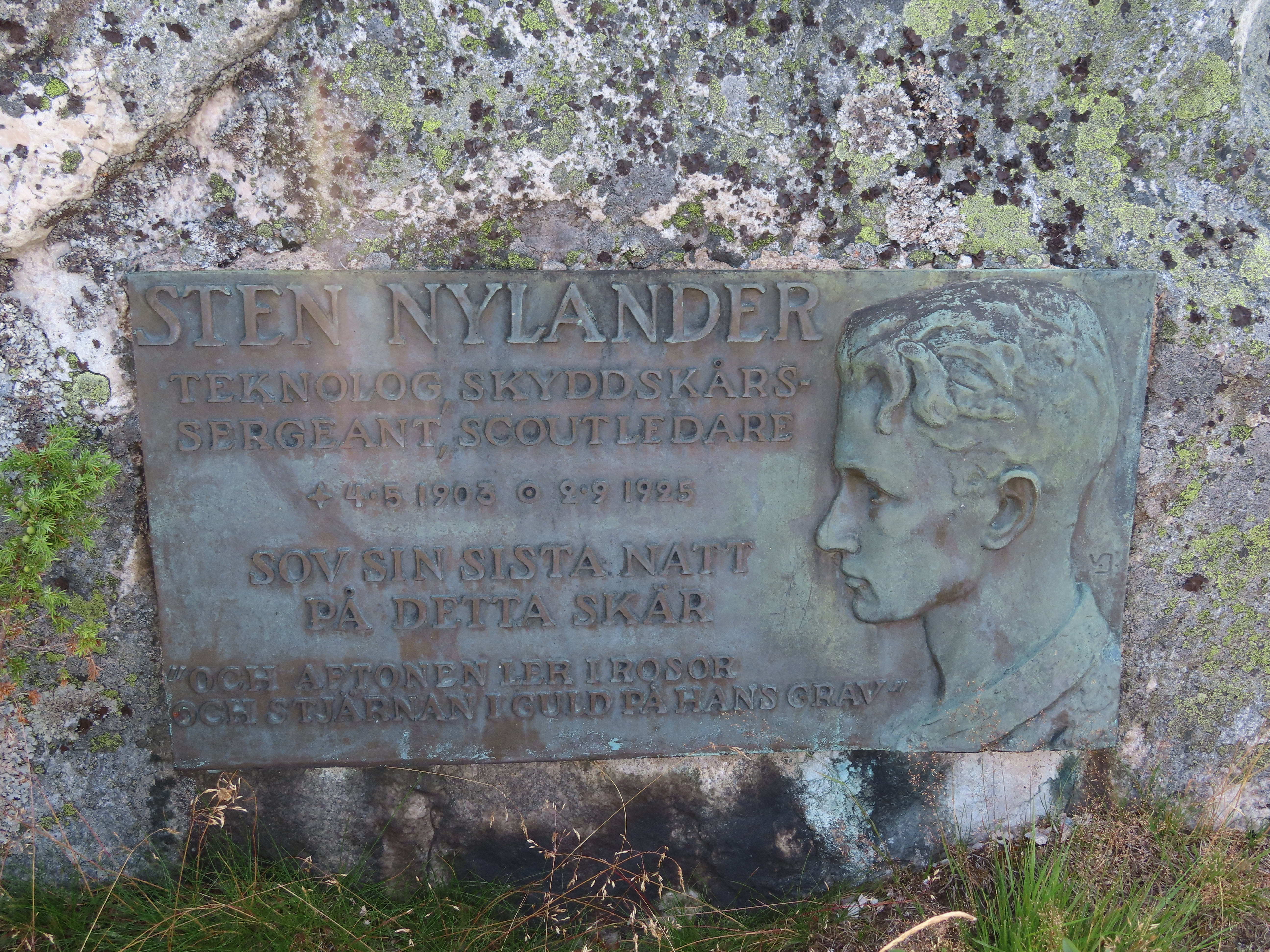
Minnesplakett på Viklandet i Kimitoöns skärgård

Sten "Steno" Nylander (född 4 maj 1903) var kårsekreterare i Scoutkåren Spanarna 1921–23 och vicekårchef 1924–25. Under en seglats på hemväg från Stockholm den 2 september 1925 kapsejsade hans segelbåt på Gullkrona fjärd. Nylander drunknade då han försökte simma efter hjälp. Tävlingen om Sten Nylanders vandringspris instiftades till hans ära. 

## Tävlingen
Tävlingen om Sten Nylanders vandringspris är den ärevördigaste och mest utmanande patrulltävlingen som ordnas inom FiSSc (Finlands Svenska Scouter). Den ordnas på varje förbundsläger, och explorerscouter från alla scoutkårer som är medlemmar i FiSSc får delta. Patrullerna ska bestå av fyra till sex scouter och ingen av medlemmarna ska ha fyllt 18 år. 

### Grenar
Tävlingen består av fyra grenar: allmänt uppträdande, patrullrådighetstävling, knopslagning och matlagning. Det allmänna uppträdandet bedöms vid alla andra uppgifter. Patrullrådighetstävlingen omfattar fem till åtta uppgifter och är den viktigaste grenen. En av dem ska vara första hjälpen och en ska vara den sammanlagda tiden det tog att genomföra de övriga uppgifterna. 
Uppgifterna ska ha en direkt koppling till explorerscouternas program, och rena idrottsgrenar är inte tillåtna. Inför knopslagningen väljer ledningen sex knopar, som ska knytas under så avancerade omständigheter som möjligt. I den sista grenen ska patrullen tillsammans tillreda maten ute i terrängen med ingredienser som tävlingsledningen bestämt.

## Priset
Sten Nylanders vandringspris är en silversköld med Spanarnas emblem i emalj och pojkförbundets märke. Priset donerades till FiSSc av Sten Nylander. Efter varje tävling ingraveras årtalet samt vinnarkårens namn på sköldens baksida. Den vinnande kåren åker hem med priset och håller det tills nästa tävling äger rum.